# Tor Högnäs
Tor Harald Rafael Högnäs, född 21 mars 1922 i Nedervetil, död 29 mars 1997 i Helsingfors, var en finländsk journalist och författare. Han var bror till Sven-Olof Högnäs. 
Högnäs utexaminerades som socionom 1949, verkade länge som tjänsteman inom finlandssvenska institutioner, bland annat som organisationssekreterare vid Svenska folkpartiet 1950–1958 och 1959–1963 och som sekreterare i Svenska Finlands folkting 1963–1966. Han övergick sedan till journalistiken och blev snabbt en central röst i den nordiska medievärlden. Han var Vasabladets korrespondent i Helsingfors 1966–1983 och tjänstgjorde samtidigt som korrespondent för Dagens Nyheter i Stockholm och Dagbladet i Oslo. Hans rapporter kom i hög grad att bestämma bilden av Finland och finländsk politik i ett nordiskt perspektiv.
Högnäs journalistiska insats kulminerade i den så kallade Zavidovoaffären hösten 1972, då han förmedlade detaljerade uppgifter om de hemliga förhandlingarna mellan president Urho Kekkonen och de sovjetiska ledarna i Zavidovo utanför Moskva. Rapporteringen väckte våldsam uppståndelse och resulterade i att utrikeshandelsminister Jussi Linnamo tvingades avgå, förre inrikesministern Seppo Lindblom åtalades och presidentens kanslichef Antero Jyränki avskedades. Högnäs avslöjade aldrig sin källa, trots påtryckningar från politiker, justitiekanslern och skyddspolisen. Läckan, som sysselsatt historiker i flera decennier, bäddade för den undantagslag som möjliggjorde Kekkonens återval 1974. 
Som pensionär inledde Högnäs ett uppmärksammat författarskap. Romanen Korsfararna (1984) skildrar präglande krigsupplevelser – Högnäs tillhörde Infanteriregemente 61 under fortsättningskriget – i fränt öppenhjärtig stil. Memoarboken Att söka sin väg (1985) berättar om den österbottniske bondsonens slingrande bana fram till maktens korridorer i Helsingfors. Farväl Zavidovo (1986) ger fängslande inblickar i den politiske journalistens vardag, samtidigt som boken blir ett viktigt tidshistoriskt dokument från Kekkonenepokens Finland.